# OK Computer
OK Computer là album phòng thu thứ ba của ban nhạc rock người Anh Radiohead, do hai hãng đĩa con của EMI là Parlophone và Capitol Records phát hành vào năm 1997. Đây là album tự sản xuất đầu tiên của ban nhạc với sự hỗ trợ của Nigel Godrich. Radiohead thu âm album tại Oxfordshire và Bath suốt năm 1996 tới đầu năm 1997, và hầu hết các ca khúc được hoàn thiện tại điền trang lịch sử nổi tiếng St Catherine. Với album này, ban nhạc đã chủ động tách xa khỏi việc lạm dụng guitar, trong khi phần ca từ tiếp tục theo hơi hướng từ album trước đó của họ, The Bends. Thứ ca từ trừu tượng, những âm thanh giàu tính giai điệu và những triết lý của nó chính là định hướng âm nhạc của Radiohead sau này với nhiều tính trải nghiệm hơn.
OK Computer nhận được nhiều đánh giá rất tích cực và được thính giả cũng như nhiều ý kiến chuyên môn coi là album xuất sắc của thập niên 1990. Album cũng được đề cử Giải Grammy cho Album của năm và giành giải Album nhạc alternative xuất sắc nhất năm 1998. Album tách biệt hoàn toàn với thể loại Britpop đang rất đình đám vào thời điểm đó để hướng tới phong cách sầu não và sôi động hơn của alternative rock thống trị suốt thập niên tiếp theo. Giới chuyên môn và người hâm mộ dành nhiều bình luận về những chủ đề ẩn sau ca từ và phần bìa đĩa của album, ca ngợi quan điểm của Radiohead về chủ nghĩa tiêu dùng, sự tha hóa của xã hội, cảm giác bị cách li và những nỗi ám ảnh chính trị. Về những khía cạnh này, OK Computer thường được coi là tiên tri cho cuộc sống thế kỷ 21.
Khi OK Computer được phát hành tại Mỹ bởi hãng Capitol Records, hãng đĩa này cho rằng album sẽ không được tiêu thụ nên doanh số rất hạn chế. Tuy nhiên, ở Anh, OK Computer vẫn đạt vị trí quán quân tại UK Albums Chart rồi sau đó trở thành album có thứ hạng cao nhất của Radiohead tại Mỹ tính tới thời điểm đó với vị trí số 21 trên Billboard 200. Các ca khúc "Paranoid Android", "Karma Police", "Lucky", "No Surprises" và "Airbag" là các đĩa đơn quảng bá cho album. Năm 2014, nhạc phẩm được Thư viện Quốc hội Hoa Kỳ lựa chọn đưa vào Viện lưu trữ thu âm quốc gia bởi vai trò "quan trọng về mặt văn hóa, lịch sử và thẩm mỹ".

## Hoàn cảnh ra đời

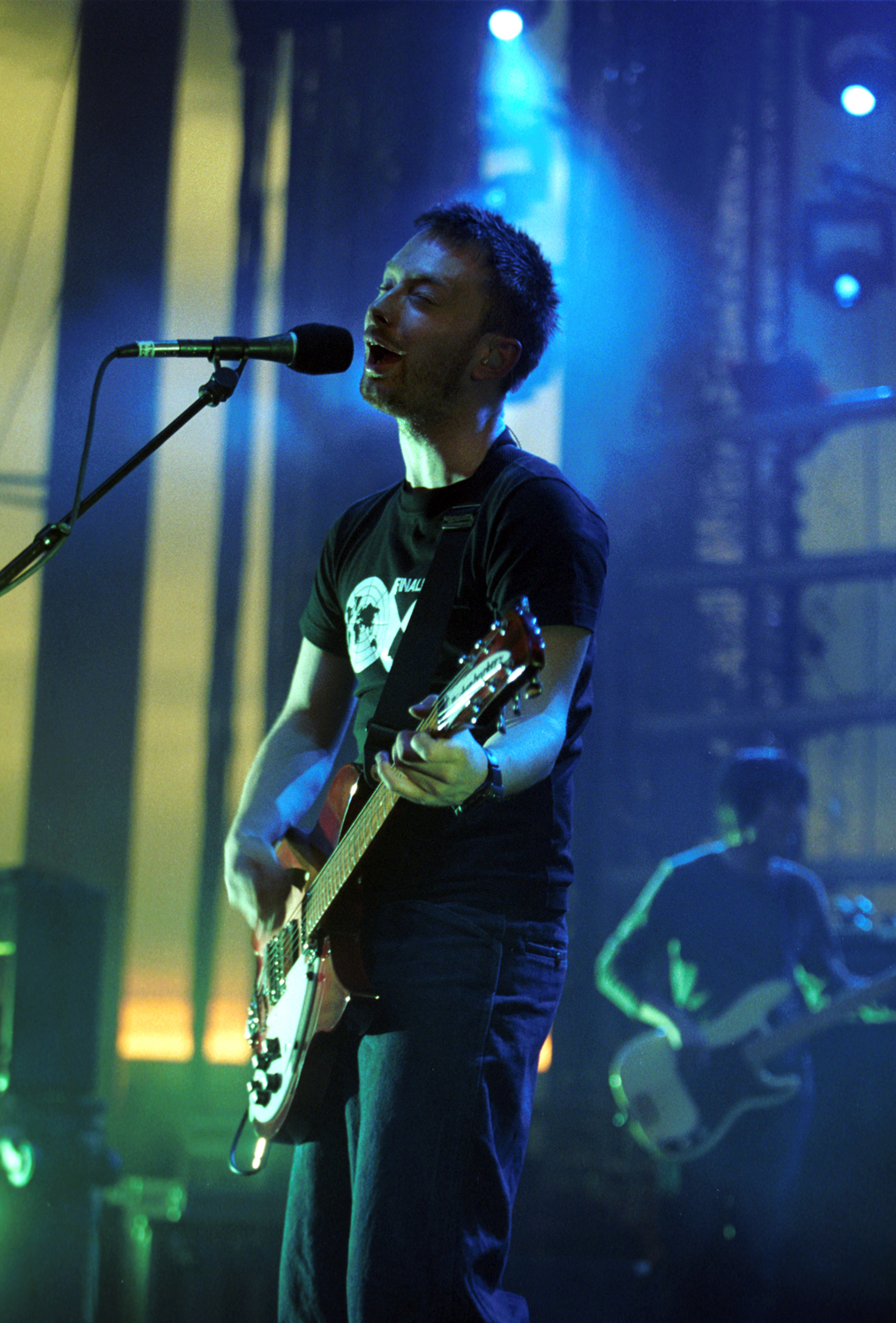
Thom Yorke (ảnh chụp năm 2001) và ban nhạc đã tìm kiếm một hướng đi ít u sầu hơn album trước The Bends.

Năm 1995, Radiohead đi tour nhằm quảng bá cho album phòng thu thứ hai của họ, The Bends. Song song với tour diễn, Brian Eno cũng đề nghị mời ban nhạc tham gia album từ thiện The Help Album được thực hiện bởi War Child. Album được lên kế hoạch thu chỉ trong 1 ngày – 4 tháng 9 năm 1995 – rồi sau đó được phát hành trong tuần. Trong ngày đó, ban nhạc dành 5 tiếng đồng hồ để thu âm ca khúc "Lucky" cùng kỹ thuật viên âm thanh Nigel Godrich, người từng trợ giúp nhà sản xuất John Leckie trong album The Bends, ngoài ra là vô số đĩa đơn mặt B khác của Radiohead. Sau này, Godrich có nhắc về quãng thời gian thực hiện The Help Album: "Sự kiện đó tạo nên nhiều cảm hứng, khiến bạn thực hiện mọi thứ rất nhanh chóng như cảm thấy không còn gì để mất. Chúng tôi cứ để cảm xúc nảy nở tự nhiên. Sau khi cùng nhau thống nhất về công việc, tôi liền nảy ra ý định nó có thể trở thành album tiếp theo." Giọng ca Thom Yorke tuyên bố rằng "Lucky" chính là âm thanh và cảm xúc chủ đạo trong album sắp tới của ban nhạc: ""Lucky" chính là những gì mà chúng tôi sắp thực hiện. Nó như là viên gạch đầu tiên của bức tường vậy."
Radiohead nhận thấy tour diễn The Bends là quá áp lực và mệt mỏi, vậy nên họ quyết định nghỉ ngơi cả tháng 1 năm 1996. Sau đó, họ cũng nhận ra khoảng cách giữa những chất liệu họ mới tìm thấy và phong cách của The Bends. Tay trống Phil Selway nói: "Có rất nhiều cảm xúc kinh sợ [trong The Bends]. Việc lặp lại một lần nữa với một album mới là một công việc thực sự nhàm chán." Yorke giãi bày: "Thứ quan trọng với tôi đó là chúng tôi bắt đầu bắt nhịp với việc đề cập tới chủ đề bi quan, không lành mạnh và tiêu cực trong ca từ, nhưng sự thật là tôi không còn muốn nhắc tới nó nữa. Tôi thong thả viết về những điều tích cực mà tôi nghe và trông thấy. Tôi cũng không có ý định mang chúng vào âm nhạc, và tôi cũng không có ý định ép chúng phải như vậy." Đánh giá chuyên môn và thành công thương mại của The Bends giúp ban nhạc tự tin với việc tự sản xuất album tiếp theo của mình, và họ được hãng đĩa Parlophone tài trợ tới 100.000 £ cho việc hỗ trợ nhạc cụ và thiết bị thu âm. Tay guitar Jonny Greenwood nhớ lại: "Thứ quan điểm duy nhất mà chúng tôi muốn có với album này đó là việc thu âm chúng tách biệt khỏi thành thị và tự tay mình thực hiện nó." Ed O'Brien nói: "Người ta nói rằng chúng tôi có thể bán tới 6-7 triệu bản nếu tiếp tục với The Bends phần 2, còn chúng tôi thì đi ngược lại nó và thực hiện một thứ đối lập hoàn toàn." Rất nhiều nhà sản xuất tiếng tăm như Scott Litt đã đề nghị được hợp tác cùng ban nhạc, song Radiohead lại hào hứng với việc thực hiện cùng Godrich. Họ nhờ ông tư vấn về thiết bị cần sử dụng, rồi tự chuẩn bị cho từng buổi thu bằng cách bỏ tiền ra mua nhạc cụ, trong đó có thiết bị ngắt âm họ mua lại từ nhạc sĩ Jona Lewie. Cho dù sự nghiệp của Godrich chủ yếu tập trung cho dòng nhạc dance điện tử, ông vẫn rất dành tâm huyết cho công việc cố vấn và cùng ban nhạc trở thành đồng sản xuất cho album này.

## Thu âm
Tháng 7 năm 1996, Radiohead tiến hành chơi nháp và thu âm OK Computer tại phòng thu Canned Applause, gần Didcot, Oxfordshire. Cho dù không có thời hạn hoàn thiện vì vẫn trong quá trình thư giãn sau The Bends, họ vẫn gặp phải vô vàn khó khăn khi Selway lên tiếng than phiền việc ban nhạc quyết định tự sản xuất: "Chúng tôi cứ chơi lần lượt ca khúc này qua ca khúc khác, rồi chúng tôi cạn kiệt ý tưởng, và chúng tôi lại đi sang ca khúc mới... điều ngu xuẩn nhất đó là việc chúng tôi gần như hoàn thiện một thứ đúng lúc chúng tôi quyết định chuyển sang thứ mới, và rất nhiều thứ bị bỏ lại sau đó." Các thành viên hầu hết đều đảm nhiệm cả hai vai trò sản xuất và chơi nhạc, cho dù Yorke được coi là người "có tiếng nói nhất" theo O'Brien. Selway nhớ lại: "Chúng tôi có một khoảng không kinh ngạc để tự phát triển phần mình phụ trách, nhưng cùng lúc chúng tôi lại rất khó tính với những gì người khác đang làm." Trong khi đó, vai trò của Godrich lại nằm giữa việc cộng tác kỹ thuật và quản lý ngoài phòng thu. Trong một bài phỏng vấn, ông nói: "Với Radiohead, chúng tôi cùng nhau chia sẻ vai trò sản xuất", còn trong một dịp khác, ông lại trả lời: "Họ cần một ai đó bên ngoài tất cả, đặc biệt khi họ cùng nhau chơi nhạc, để nói với họ rằng bản thu đạt chất lượng... Tôi dễ phiền lòng khi thấy người khác thiếu trách nhiệm, vậy nên trong hợp đồng tôi có ghi rõ họ cần thể hiện trách nhiệm với sản phẩm... Công việc của tôi là đảm bảo công việc tiến triển." Kể từ OK Computer, Godrich được công nhận là "thành viên thứ 6" không chính thức của ban nhạc, như để ám chỉ đến biệt hiệu Beatle thứ năm của George Martin.
Radiohead nhận ra rằng Canned Applause không phải là địa điểm đáp ứng được nhu cầu thu âm của họ, vậy nên Yorke đề nghị thực hiện thu âm tại nhà các thành viên, ngoại trừ Jonny Greenwood khi anh cho rằng nhà mình không đủ rộng để ăn uống cũng như vệ sinh. Vào khoảng thời gian đó, ban nhạc đã tương đối hoàn thiện 4 ca khúc: "Electioneering", "No Surprises", "Subterranean Homesick Alien" và "The Tourist". Theo yêu cầu của nhãn đĩa, họ tạm nghỉ để thực hiện tour diễn 13 ngày vòng quanh nước Mỹ cùng Alanis Morissette. Tại đây, họ cũng trình bày một vài ca khúc mới. Ca khúc "Paranoid Android" được chỉnh sửa từ bản dài 14-phút với đoạn solo organ thành một bản ngắn hơn dài 6-phút gần với bản album sau này.
Cũng trong tour diễn này, nhà làm phim Baz Luhrmann gửi lời mời tới Radiohead viết nhạc cho bộ phim Romeo + Juliet, bù lại, Luhrmann dành cho ban nhạc 30 phút tài liệu ở cuối phim. Yorke nói: "Khi chúng tôi xem cảnh Claire Danes cầm khẩu Colt 45 chĩa vào đầu mình, lập tức chúng tôi có ý tưởng cho ca khúc." Không lâu sau đó, họ hoàn thiện "Exit Music (For a Film)" – ca khúc được chơi ở phần giới thiệu đội ngũ sản xuất ở cuối bộ phim, song không được đưa vào phần soundtrack theo yêu cầu của ban nhạc. Yorke cho rằng ca khúc này đã góp phần định hình nên cảm xúc cho phần còn lại của album mà đây "là lần đầu tiên mà chúng tôi thu âm một ca khúc mà mỗi nốt nhạc khiến đầu óc phải quay cuồng – một thứ khiến tôi tự hào, một thứ mà tôi có thể bật thực sự, thực sự to mà không lúc nào phải co mình sợ hãi."

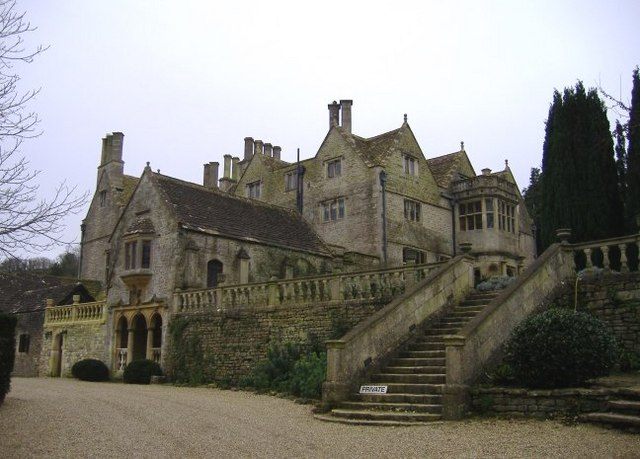
Điền trang St Catherine được xây từ thời Victoria, sau đó được tu sửa bởi William Blanchard vào thế kỷ 16. Minh tinh Jane Seymour sau đó mua lại căn nhà cùng chồng là David Flynn vào năm 1984 trước khi bỏ ra tới 3 triệu £ để nâng cấp lại toàn bộ điền trang

Ban nhạc quay trở lại thu âm vào tháng 9 năm 1966 ở điền trang lịch sử St Catherine gần Bath, thuộc quyền sở hữu của minh tinh Jane Seymour. Greenwood cho rằng địa điểm mới là một nơi bị bỏ hoang, song đôi lúc "phù hợp để kết hợp với việc đi lang thang". Sự thay đổi không gian này cũng đánh dấu bước chuyển quan trọng trong quá trình sản xuất album. Greenwood khi so sánh điền trang với những phòng thu trước đó của ban nhạc cho rằng việc thu âm ở St. Catherine "ít nhất khá giống với công việc trong phòng thí nghiệm, một thứ chưa bao giờ tương tự như trong phòng thu và một thứ biến công việc trở thành hoạt động thu âm chung của một nhóm người".
Radiohead tận dụng tối đa số phòng cũng như lượng nhạc cụ mộc có trong căn nhà: phần hát trong "Exit Music (For a Film)" được bổ sung bằng những hiệu ứng tiếng vọng thu tại khu vực cầu thang bằng đá khối; trong khi "Let Down" được thu âm khoảng lúc 3 giờ sáng trong phòng khách chính. Việc tách biệt khỏi thế giới bên ngoài cũng góp phần khiến ban nhạc có một nhịp sống khác biệt, với quỹ thời gian co giãn và tùy hứng phù hợp với công việc. O'Brien nhớ lại: "Áp lực duy nhất chính là việc hoàn thiện [bản thu]. Chúng tôi không có bất cứ thời hạn cụ thể nào, và chúng tôi có một sự tự do tuyệt đối để làm tất cả những gì mình muốn. Chúng tôi đôi lúc cũng trì hoãn vì chúng tôi có chút lo lắng về những thứ mới hoàn thiện." Yorke hoàn toàn hài lòng về chất lượng thu âm tại đây, anh nói: "Trong một căn nhà rộng lớn vùng đồng quê, tôi không còn phải dùng thứ "phân tách" đáng sợ của thập niên 80 nữa... Đây không phải lúc để mong mọi thứ hoàn toàn chỉn chu và mỗi nhạc cụ cần được thu âm riêng lẻ." O'Brien cũng hài lòng với công việc thu âm, cho rằng tới 80% album được thu âm hoàn toàn trực tiếp. Anh bình luận: "Tôi rất ghét việc phải ghi đè, vì nó tạo cảm giác không tự nhiên... Có một điều gì đó luôn xuất hiện khi bạn chơi trực tiếp; có lẽ phần nhiều tới từ việc bạn phải để ý mọi người và hiểu rằng còn nhiều người khác nữa để nó được tạo nên cùng lúc." Rất nhiều đoạn hát cho album được Yorke thu âm chỉ trong một lần duy nhất.
Radiohead quay trở lại Canned Applause vào tháng 10 để cùng chỉnh sửa, hoàn thiện những phần còn sót từ buổi thu tại điền trang St. Catherine. Tới Giáng sinh, họ phác thảo danh sách ca khúc rút gọn xuống còn 14 bài. Phần thu dàn dây được thực hiện tại phòng thu Abbey Road Studios vào tháng 1 năm 1997. Album được chỉnh âm tại đây, sau đó được trộn âm trong 2 tháng sau đó tại nhiều địa điểm khác nhau trong thành phố. Godrick yêu thích cách chỉnh sửa nhanh gọn và liền tay, ông nói: "Tôi có cảm giác như mình là một phần của nó vậy. Tôi bắt đầu nghịch ngợm với vài thứ và hoàn thiện chúng... Tôi thường mất nửa ngày cho việc trộn âm. Nếu mà phải mất nhiều thời gian hơn có nghĩa là bạn đã làm hỏng nó. Điều khó khăn đó là cố gắng giữ cho chúng tươi mới và đúng với mục đích."

## Âm nhạc và ca từ

### Ảnh hưởng và phong cách
Yorke thừa nhận điểm bắt đầu của album tới từ "sự sâu lắng choáng ngợp và thứ âm thanh gây sửng sốt" từ album Bitches Brew (1970) của Miles Davis. Anh nói về Bitches Brew trên tạp chí Q: "Nó như thể tạo nên một thứ kỳ vĩ rồi lặng lẽ nhìn nó đổ sụp vậy, đó chính là vẻ đẹp của nó. Đây chính là cốt lõi mà chúng tôi muốn thực hiện với OK Computer." Yorke cũng nhắc tới những ca khúc "I'll Wear It Proudly" của Elvis Costello, "Fall on Me" của R.E.M., "Dress" của PJ Harvey và "A Day in the Life" của The Beatles là những tác phẩm gây ảnh hưởng lớn tới cách viết nhạc trong album lần này của nhóm. Radiohead còn đi xa hơn với việc phỏng theo phong cách thu âm soundtrack từ Ennio Morricone và krautrock từ ban nhạc Can – được Yorke miêu tả "lạm dụng quá trình thu âm". Jonny Greenwood thì miêu tả OK Computer như một sản phẩm "của tình yêu với tất cả những bản nhạc xuất sắc kể trên... cố gắng để tái hiện chúng nhưng rồi bị lạc lối."
Theo Yorke, ban nhạc hi vọng đạt được "thứ cảm giác có chút gây sốc khi lần đầu nghe album, nhưng theo cách mà Pet Sounds của The Beach Boys làm được". Cũng từ đó, họ cũng hòa âm với piano điện, Mellotron, cello cùng nhiều nhạc cụ dây khác, glockenspiel và nhạc cụ điện. Công cuộc thử nghiệm nhạc cụ của Radiohead được Johnny Greenwood tóm gọn "khi chúng tôi có đủ chất liệu để tạo nên một ca khúc hoàn hảo, không một ai biết được điều đó". Tạp chí Spin nhận định rằng OK Computer nghe như "một album electronica DIY với guitar".
Một số nhà phê bình cho rằng Radiohead đã vay mượn phong cách progressive rock (còn gọi tắt là nhạc prog) của thập niên 1970, nhưng ban nhạc đã phủ quyết nhận định này. Theo Andy Greene của tờ Rolling Stone, Radiohead có "mối thù chung với progressive rock của thập niên 70, nhưng điều đó không ngăn họ cách tân dòng nhạc prog từ con số không trên OK Computer, mà đặc biệt là bài 'Paranoid Android' có thời lượng dài 6 phút rưỡi." Trong bài đánh giá năm 2017, cây bút Kelefa Sanneh của báo The New Yorker thấy rằng OK Computer "mang đậm màu sắc nhạc prog: hoành tráng và phản địa đàng, với đĩa đơn chính có thời lượng dài hơn 6 phút."

### Ca từ
Ca từ của album được viết bởi Yorke thực sự trừu tượng hơn những điều cá nhân và cảm xúc mà anh dành cho The Bends. Nhà phê bình Alex Ross cho rằng phần ca từ như kiểu "sự tổng hợp của những lời đối thoại xưa cũ, thứ ngôn ngữ công nghệ và vài trích đoạn nhật ký đầy bạo lực" và "hình ảnh của cảnh sát chống bạo động trong cuộc đối đầu chính trị, những cuộc đời đau khổ ở những khu ngoại ô khang trang, những yuppie lập dị, và cả những người ngoài hành tinh bay qua lại trên đầu". Những chủ đề được đề cập tới bao gồm giao thông, công nghệ, sự mất trí, cái chết và cuộc sống hiện đại ở Anh, toàn cầu hóa cũng như những đối đầu với chủ nghĩa tư bản. Yorke nói: "Trong album này, thế giới bên ngoài trở về đúng với những gì của nó... Tôi chỉ Polaroid lại mọi thứ vốn đang diễn ra quá nhanh quanh tôi." Anh giải thích "Nó giống như một chiếc camera bí mật được đặt trong phòng, ghi lại từng nhân vật xuất hiện – những nhân vật khác nhau trong từng ca khúc cụ thể. Chiếc camera đó không phải là tôi. Nó là một từ trung lập, vô cảm. Nhưng cũng không hoàn toàn vô cảm. Mà thực tế, nó hoàn toàn ngược lại." Yorke còn lấy cảm hứng từ những đầu sách như tác phẩm chính trị của Noam Chomsky, The Age of Extremes của Eric Hobsbawm, The State We're In của Will Hutton, What a Carve Up! của Jonathan Coe và Valis của Philip K. Dick.
Yorke cũng lấy cảm hứng từ những cuốn sách mình đang đọc, trong đó có những tác phẩm của Noam Chomsky, cuốn The Age of Extremes của Eric Hobsbawm, The State We're In của Will Hutton, What a Carve Up! của Jonathan Coe và VALIS của Philip K. Dick. Cho dù các ca khúc đều có chung một chủ đề, Radiohead lại không có ý định tạo nên một album chủ đề và nói ràng họ không hề muốn liên kết những ca khúc với nhau qua phương pháp kể chuyện. Cây guitar Jonny Greenwood cho biết, ""Tôi thấy tựa của album và giọng của máy tính không làm nên một album chủ đề. Như thế thật là lạc đề." Tuy nhiên, mục đích của họ lại là để khán giả phải nghe toàn bộ nội dung album. O'Brien nhớ lại: "Chúng tôi mất tới 2 tuần để sắp xếp thứ tự các ca khúc. Bối cảnh của từng ca khúc thực sự rất quan trọng... Đây không phải là một album chủ đề, nhưng ở đó có sự tiếp nối."

### Sáng tác

#### Bài thứ 1–6
Ca khúc mở đầu "Airbag" lấy cảm hứng từ DJ Shadow và được dẫn dắt bởi chuỗi hợp âm gằn của guitar điện lập trình cùng những đoạn chơi trống của Selway. Ban nhạc lập trình đơn giản nhịp chơi trống qua phần mềm kỹ thuật số, chỉnh sửa qua Macintosh, cố gắng mô phỏng tối đa phong cách của Shadow cho dù kinh nghiệm của họ là khá hạn chế. Phần chạy bass được bắt đầu và kết thúc khá ngẫu hứng, mang những hiệu ứng dub của thập niên 1970. Nội dung ca khúc đề cập tới một vụ tai nạn giao thông và sự đầu thai, lấy ý tưởng từ một bài báo có tên "An Airbag Saved My Life" và cuốn Tử thư của Tây Tạng. Yorke viết "Airbag" nhằm thể hiện những suy nghĩ về sự an toàn trong giao thông hiện đại, và "ý tưởng rằng bất cứ lúc nào bạn ra đường bạn cũng có thể chết". BBC còn nhận ra ảnh hưởng của J. G. Ballard, đặc biệt là cuốn tiểu thuyết Crash của ông trong nội dung ca từ của bài hát. Nhà phê bình âm nhạc Tim Footman cho rằng những cải tiến kỹ thuật cũng như nội dung chính là "chìa khóa nghịch lý" của album: "Những nhạc sĩ và nhà sản xuất cảm thấy thích thú với những công nghệ mới; trái lại thì ca sĩ lại nhắc tới những vấn đề xã hội, đạo đức và tâm lý... Đây là thứ phản chiếu đối lập trong văn hóa âm nhạc, với những chiếc guitar "thật" cùng đàm thoại với thứ chủ đề khó nhằn và âm thanh trống được thiết kế lập trình."
"Paranoid Android" được chia nhỏ làm 4 đoạn, trở thành ca khúc dài nhất của album với 6:23. Những giai điệu khác nhau của ca khúc được lấy từ "Happiness Is a Warm Gun" của The Beatles và "Bohemian Rhapsody" của Queen, xen lẫn với cấu trúc AABA truyền thống. Phong cách thể hiện được ban nhạc lấy cảm hứng từ nhóm Pixies. Ca khúc được Yorke viết sau một đêm nhiều khó chịu trong một quán bar ở Los Angeles, khi mà anh chứng kiến một người phụ nữ đã dùng vũ lực sau khi bị ai đó trót làm đổ nước lên người. Tiêu đề ca khúc được lấy từ nhân vật Marvin the Paranoid Android trong cuốn The Hitchhiker's Guide to the Galaxy của Douglas Adams.
Việc sử dụng keyboard trong "Subterranean Homesick Alien" là ví dụ điển hình cho thấy ban nhạc đang cố gắng bắt chước phong cách của Bitches Brew. Nhan đề ca khúc được lấy cảm hứng từ sáng tác "Subterranean Homesick Blues" của Bob Dylan với chủ đề mang đậm tính khoa học viễn tưởng nhắc tới một người luôn bị ám ảnh bởi việc bị người ngoài hành tinh bắt cóc. Nhân vật kể chuyện kể lại rằng, sau khi trở lại Trái Đất, bạn bè của anh ta đã không tin những gì anh nói và anh trở nên lạc lõng. Phần ca từ được Yorke lấy ý tưởng từ một bài luận khi còn ở trường Abingdon về phong trào Martian, một phong trào văn học tại Anh duy lý một cách châm biếm những khái niệm trần tục của cuộc sống con người dưới góc nhìn của những "người Hỏa tinh" (martian).
Tác phẩm Romeo and Juliet của William Shakespeare, đặc biệt là bộ phim phóng tác năm 1968 đã tạo nên cảm hứng cho phần ca từ của "Exit Music (For a Film)". Ban đầu Yorke định sáng tác ca khúc trực tiếp từ vở kịch, song rốt cuộc phần lời được viết nên lại tóm lược nội dung câu chuyện. Yorke cho hay, "Chúng tôi viết ca khúc này cho bộ phim Romeo + Juliet. Tôi từng xem ấn bản của Zeffirelli khi 13 tuổi và tôi đã khóc rất nhiều, vì tôi không hiểu vì sao mà buổi sáng sau khi họ hôn nhau họ lại không chạy trốn. Đây là ca khúc mà tôi muốn khuyên người ta hãy chạy thật xa trước khi những điều tồi tệ ập tới. Một ca khúc rất cá nhân." Bản thân Yorke cũng so sánh đoạn mở đầu của ca khúc này, kết hợp giữa phần hát trên nền guitar acoustic, với album trực tiếp At Folsom Prison của Johnny Cash. Phần hiệu ứng âm thanh đám đông cùng nhiều giọng sửa điện tử khác cũng được lồng ghép trong ca khúc này. Ca khúc được đẩy lên đỉnh điểm với đoạn xuất hiện của dàn trống, và đoạn này được đánh dấu bởi hiệu ứng bóp méo âm thanh của fuzz pedal. Phong cách âm nhạc trong đoạn này gần với ban nhạc trip hop Portishead, song tay bass Colin Greenwood gọi nó khá "khoa trương, nặng nề và thiếu sáng tạo". Ca khúc kết thúc với tiếng hát nhỏ dần của Yorke cùng tiếng đàn guitar acoustic và hiệu ứng âm thanh đám đông.
"Let Down" bao gồm nhiều đoạn chạy appergio của guitar cũng như piano điện. Johnny Greenwood chơi guitar với nhịp hoàn toàn khác với các nhạc cụ khác. O'Brien cho rằng ca khúc này bị ảnh hưởng nhiều từ Phil Spector – người nổi tiếng với kỹ thuật "Wall of Sound" của mình. Về phần ca từ, Yorke nói đó "là cảm giác bạn tham gia giao thông nhưng bạn không có khả năng kiểm soát nó, bạn đơn giản là đi qua cả ngàn chỗ và cả ngàn người song bạn hoàn toàn không thuộc về nó".
"Tôi đang say xỉn trong hộp đêm và bất thần trong đầu tôi lại có xuất hiện ý nghĩ kỳ cục nhất: điều gì xảy ra nếu tất cả những kẻ đang uống đều đang tự sát bên những chai rượu? Nếu những chiếc chai kia được treo lên trần nhà, và sàn nhà thì biến mất, thì thứ còn lại duy nhất để níu kéo không phải chính là những chiếc chai đó sao? Nó cũng giống như nỗi sợ lớn lao về việc bị lừa gạt vậy." – Thom Yorke
Bình luận về câu hát "Don't get sentimental/It always ends up drivel", Yorke nhớ lại: "Tính cảm xúc có thể khiến người ta xúc động mà đung đưa theo nó. Chúng tôi tập trung vào cảm xúc và cảm nhận của con người. Đó chính là "Let Down". Việc trở nên quá xúc động thực sự giả tạo. Hoặc thà rằng tưởng tượng đưa tất cả các cảm xúc được đặt lên một chiếc máy bay trong khi đó là một đoạn quảng cáo xe hơi hay chỉ là một bài hát nhạc pop." Yorke đặt nặng thứ cảm xúc hoài nghi của Thế hệ X và cho rằng nó không chỉ thể hiện riêng trong "Let Down" mà còn trong quan điểm chung của toàn album.
Nhà phê bình Steve Huey cho rằng "Karma Police" là "một thứ gì đó không chính thống, vì ở đó không tồn tại một đoạn điệp khúc đúng nghĩa: những đoạn vào được xen lẫn với vài giai điệu ngắn, nhẹ nhàng hơn... và sau 2 lần như vậy, ca khúc chuyển sang đoạn kết hoàn toàn khác biệt." Đoạn đầu tiên của ca khúc được chơi với tiếng guitar acoustic và piano, với những hợp âm được lấy từ "Sexy Sadie" của The Beatles. Tới 2:34, ca khúc chuyển sang đoạn hòa ca dàn nhạc với câu hát "For a minute there, I lost myself" được lặp lại. Ca khúc kết thúc với phần chơi guitar feedback qua hiệu ứng delay của pedal bởi O'Brien. Nhan đề và ca từ của "Karma Police" được bắt nguồn từ một cuộc đùa vui trong tour diễn The Bends. Jonny Greenwood nói "Bất cứ khi nào có ai đó đối xử một cách tồi tệ, ta sẽ phải nói "Rồi sớm muộn cũng sẽ có một tay cảnh sát thích đáng tới tóm cổ hắn ta thôi"."

#### Bài thứ 7–12

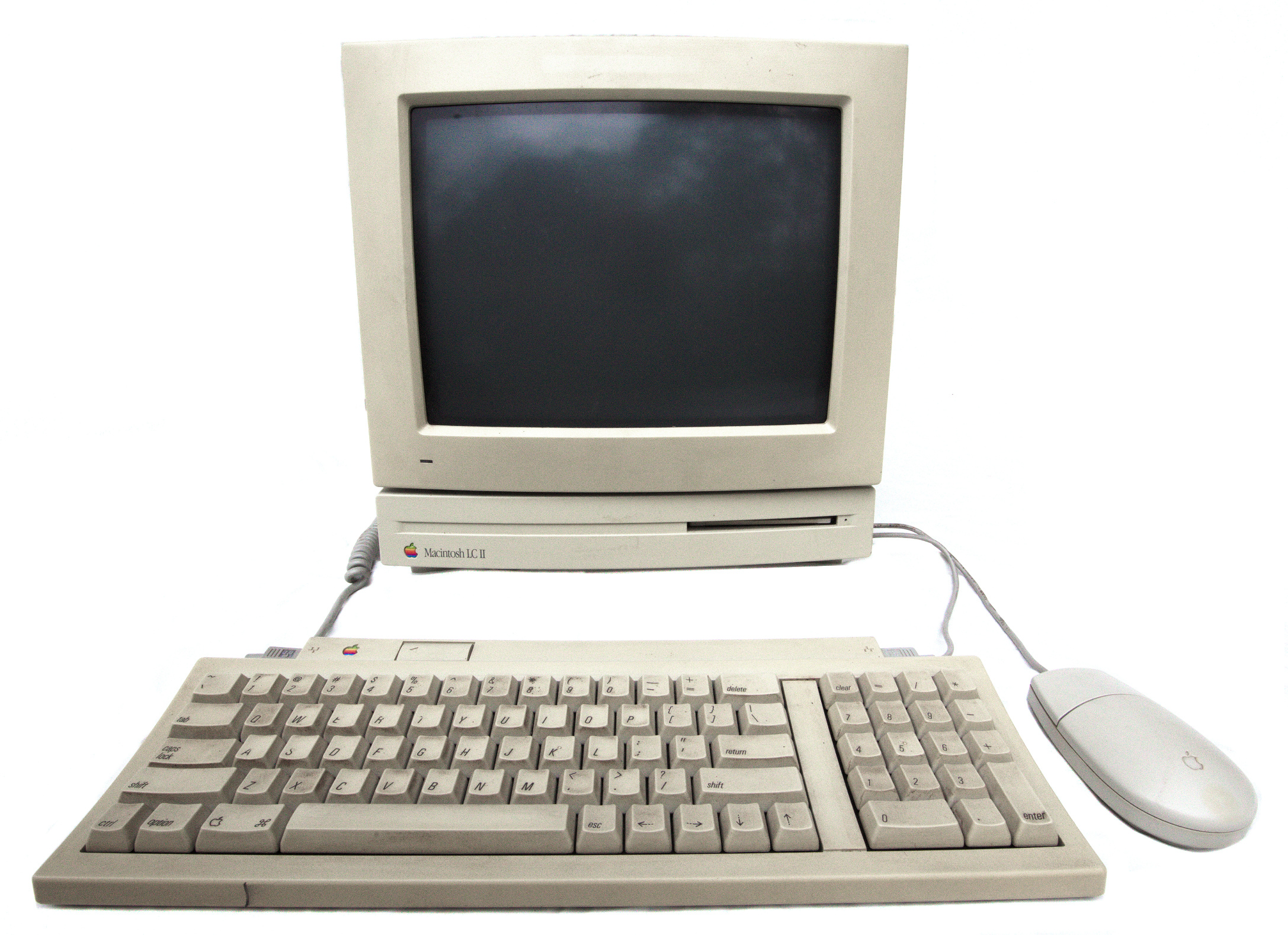
Một chiếc máy tính thuộc hệ Macintosh LC II của thập niên 1990. Radiohead đã sử dụng phần mềm tổng hợp giọng nói của "Fred" bên cạnh phần mềm cũ Macintosh nhằm viết lại ca từ của "Fitter Happier".

"Fitter Happier" đơn giản là bản chơi nhạc chơi nền cho đoạn đọc lời được trích lại bởi "Fred" và chỉnh âm qua ứng dụng SimpleText trên Macintosh. York viết ca từ "trong 10 phút" sau quãng thời gian sáng tác chững lại trong khi các thành viên còn lại trong nhóm đang chơi nhạc. Anh miêu tả lời ca trong "Fitter Happier" như danh sách những khẩu hiệu cấp tiên cho thập niên 1990 mà anh gọi là "thứ tức giận nhất mà mình từng viết", rồi cảm thật sự "thoải mái" khi để phần hát cho một chiếc máy tính vô tri vô giác. Ca khúc này vốn được chọn là ca khúc mở đầu album, song cuối cùng bị loại bỏ do ban nhạc e ngại những ảnh hưởng tiêu cực từ nó.
Steve Lowe cho rằng ca khúc là "lối phân tích sâu sa về những phong cách sống hỗn tạp ít nhiều ý nghĩa" với "sự mâu thuẫn nhằm phổ biến những giá trị xã hội của yuppie". Trong số những đánh giá về tính tưởng tượng thiếu kết dính trong ca từ, Footman đánh giá chủ để của ca khúc như "hiện thân vật chất đầy đủ song tinh thần lại trống rỗng của tính nhân văn phương Tây hiện đại, một nửa làm công ăn lương, một nửa Stepford Wive, hướng về những thùng chứa đầy những Prozac, Viagra hay bất kể những thứ gì khác mà bảo hiểm có thể trang trải." Sam Steele gọi phần ca từ là "suối nguồn của những hình tượng lĩnh hội: những mảnh vỡ từ truyền thông, hòa lẫn với những khẩu hiệu quảng cáo về phong cách sống và những lời cầu mong sức khỏe. Đó chính là tiếng vo ve của xã hội ồn ào nhiều từ ngữ, và một trong số những thông điệp có vẻ như muốn nói rằng chúng ta đang sống trong một thế giới giả tạo, nơi mà chúng ta lớn lên mà không nhận biết được sự thật từ những mưu mô."
"Electioneering" được mở đầu với tiếng chuông lắc rồi sau đó là những đoạn gằn của guitar điện chính là ca khúc nặng nhất và mang hơi hướng nhạc rock nhất của mà ban nhạc từng thu âm. Phong cách của nó hoàn toàn có thể được so sánh với những giai điệu của Radiohead thời kỳ Pablo Honey. Đây cũng là ca khúc mang ý nghĩa chính trị trực diện nhất, bao hàm nhiều hoài nghi về những công việc chính trị. "Electroneering" được lấy ý tưởng một phần từ cuốn Manufacturing Consent của Chomsky giải thích vai trò của truyền thông trong mô hình xã hội tuyên truyền. Yorke liên hệ trực tiếp chính trị gia và giới nghệ sĩ với "kẻ truyền giáo rỗng tuếch đối diện với lượng micro vô hạn". Bình luận về chủ đề này, Yorke nói: "Bạn có thể nói gì về Quỹ Tiền tệ Quốc tế hay những chính trị gia? Hay là ai đó cố vươn tay tới những nước châu Phi để tận dụng những nhân công nô lệ hay sao cũng được. Bạn có thể nói gì? Tôi viết nên câu "Cattle prods and the IMF" cho những người hiểu điều đó." O'Brien thì cho rằng ca khúc đề cập tới việc đi tour quảng bá cho album: "Khi bạn phải vất vả cho việc đi tour kéo dài, chẳng hạn như ở Mỹ, bạn phải bay từ thành phố này qua thành phố khác suốt nhiều tuần lễ để gặp gỡ nhà báo và đại diện các nhà sản xuất. Sau quãng thời gian đó, bạn thấy mình như một chính trị gia phải hôn lên những đứa nhóc và bắt tay mọi người suốt cả ngày."

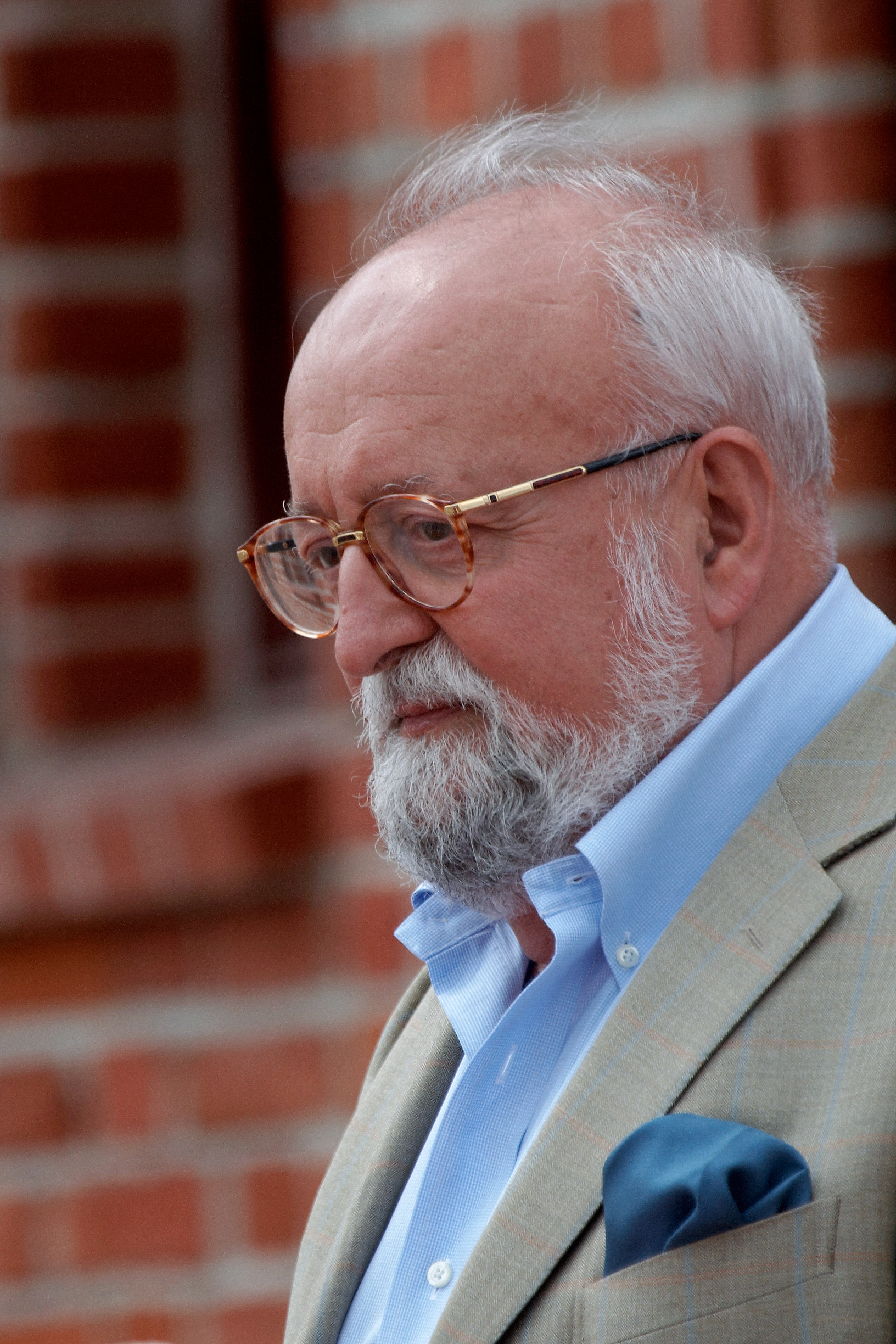
Threnody to the Victims of Hiroshima của Krzysztof Penderecki (ảnh) đã truyền cảm hứng cho phần chơi đàn dây trong "Climbing Up the Walls".

"Climbing Up the Walls" được miêu tả là "sự hỗn loạn hoành tráng", kết hợp giữa hòa âm dàn dây, âm thanh hỗn tạp cùng những tiếng định âm kim loại rất gằn. Phần chơi dàn dây được sáng tác bởi Jonny Greenwood từ 16 nhạc cụ khác nhau được lấy cảm hứng từ tác phẩm Threnody to the Victims of Hiroshima của Krzysztof Penderecki. Anh nói: "Tôi cảm thấy phấn khích trước viễn cảnh được viết nên một thứ gì đó không giống với "Eleanor Rigby", có nghĩa là phần dàn dây sẽ được trình bày không phải như những gì vốn có từ 30 năm trở lại đây." Một đánh giá viết về phần góp giọng của Yorke và giai điệu phi điệu tính của dàn nhạc: "Giọng của Yorke tan chảy mà không có chút sợ hãi với những tiếng thét đông cứng, cũng như Johnny tạo âm thanh như thể quất ngã một cách ngày một dữ dội cả triệu con voi vậy." Về phần ca từ, Yorke đã thể hiện lại những trải nghiệm của cá nhân tại một bệnh viện tâm thần trong chiến dịch Care in the Community nhằm những hỗ trợ những bệnh nhân tâm thần, kết hợp cùng với nội dung vài bài viết trên tờ The New York Times về một kể giết người hàng loạt.
Ca khúc này không thể diễn tả bằng lời. Nghĩa đen là nghiền nát sọ. Tôi từng làm việc trong một bệnh viện tâm thần trong khoảng thời gian mà [chiến dịch] Care in the Community khởi động. Và chúng tôi đều biết chuyện gì sẽ xảy đến. Đó là một trong những điều đáng sợ nhất từng xảy ra ở đất nước này, bởi rất nhiều người trong số họ không chỉ vô tội... Thế mà chuyện đó được tán dương nồng nhiệt khi chúng tôi thu âm [bài này]. Nó dường như gieo rắc thêm vào tâm trạng [của ca khúc].

"No Surprises", được thu trong 1 lần duy nhất, hòa âm bởi guitar điện (lấy cảm hứng từ ca khúc "Wouldn't It Be Nice" của The Beach Boys), guitar acoustic, glockenspiel và hòa ca. Với "No Surprise", ban nhạc cố gắng lấy cảm xúc từ "What a Wonderful World" (1968) của Louis Armstrong cùng phong cách của nghệ sĩ nhạc soul, Marvin Gaye. Yorke nói rằng nội dung của ca khúc đề cập tới "một người cố gắng hết sức để giữ tất cả lại cùng nhau song thất bại". Phần ca từ mang ít nhiều hàm ý về việc tự sát hoặc về cuộc sống tăm tối, cùng với việc không hài lòng về những quan điểm xã hội và chính trị. Nhiều câu hát lại liên tưởng tới những hình ảnh vùng đồng quê hoặc ngoại ô. Một trong những câu hát ẩn dụ nhất đó chính là "a heart that's full up like a landfill". Theo Yorke, anh viết ca khúc này để "chửi bới thứ văn học đại trà" và "ấp ủ từ những suy nghĩ không lành mạnh của tôi về những điều có thể làm được với chai và hộp nhựa... Tất cả những thứ cần được hỏa thiêu, tất cả những mảnh vụn của cuộc sống này. Chúng không biến mất, chúng vẫn tồn tại ngay đây. Thứ mà chúng ta làm, thứ mà cả tôi vẫn làm, là đốt tất cả chúng đi." Nhiều đánh giá cho rằng cảm xúc nhẹ nhàng của ca khúc là quá đối lập với phần ca từ. Steele viết: "kể cả chủ đề nói tới việc tự tử... tiếng guitar của Ed O'Brien cứ như thứ nước chườm cho vết thương còn rỉ máu, còn ca khúc thì như lời nguyện ngọt ngào của trẻ thơ vậy."
"Lucky" được lấy cảm hứng từ chiến sự ở Bosnia. Sam Taylor cho rằng đây là "ca khúc duy nhất [của The Help Album] có thể miêu tả tình trạng bi thương của chiến tranh", trong khi tính nghiêm túc của chủ đề và thứ âm sắc tối tăm của nó là "quá "chân thực" để làm sụp đổ phong cách Britpop". Ca khúc này vốn ban đầu định ẩn chứa nhiều màu sắc chính trị hơn, nhưng những bản phác thảo sau đó đã được cắt xén với "hàng trang hàng trang những ghi chú". Ca từ đề cập tới một người sống sót sau vụ rơi máy bay, thể hiện rõ ràng những lo lắng của Yorke về việc sử dụng phương tiện giao thông. Phần hòa âm chủ yếu của "Lucky" được trình bày với 3 guitar, được phát triển sau những giai điệu gằn được chơi trong đoạn mở đầu bởi O'Brien bằng việc quét tay lên dây guitar. Nhiều phê bình gia đã so sánh cách thể hiện ca khúc của ban nhạc với phong cách chơi guitar của Pink Floyd, và xa hơn nữa, là arena rock.
Album kết thúc với sáng tác của Johnny Greenwood, "The Tourist", mà được anh gọi là "thứ không nên xuất hiện... mỗi 3 giây". Anh nói: ""The Tourist" nghe không giống chút nào với Radiohead. Đây là ca khúc với nhiều khoảng lặng." Greenwood viết ca khúc này sau khi thấy những vị khách du lịch vội vã ở Pháp, còn Yorke đóng góp phần ca từ viết về trải nghiệm du lịch khi tới Prague. Yorke chọn đây là ca khúc kết thúc album vì "có quá nhiều album thích kết thúc bằng những thứ ồn ào, những thứ di chuyển rất nhanh thậm chí không thể nắm bắt được. Vậy nên rất hiển nhiên tôi muốn "Tourist" kết thúc album này. Ca khúc như thể được viết bởi tôi và cho tôi khi tôi viết "Này thằng ngu, đi chậm lại". Cũng vì lẽ đó, tôi có lẽ cũng cần chậm lại. Và đó cũng là lý do duy nhất có thể: cần phải chậm lại." Ca khúc, như "một bản blues waltz không ngờ trước", được kết thúc với tiếng guitar điện dừng lại đột ngột, chỉ còn trống và bass trước khi hoàn toàn tắt hẳn bằng những tiếng chuông nhỏ.

## Nhan đề
Tựa OK Computer được lấy từ chương trình radio The Hitchhiker's Guide to the Galaxy, trong đó nhân vật Zaphod Beeblebrox có phát ngôn một câu, "Okay, computer, I want full manual control now." Các thành viên của Radiohead đều loạt radio này trong chuyến lưu diễn năm 1996 và Yorke đã ghi lại câu nói trên. OK Computer có tựa lúc sản xuất đặt theo đĩa mặt B "Palo Alto" – bài hát được cân nhắc đưa vào album. Cho dù bản thân ca khúc này sau đó bị loại bỏ, tiêu đề đó vẫn nằm trong ý tưởng của ban nhạc. Theo Jonny Greenwood, "[nó] tự bám rễ và tạo nên những nguồn cơn kỳ lạ để chúng tôi thực hiện công việc".
Yorke nói: "Nó làm liên tưởng tới việc chấp nhận tương lai, nó làm liên tưởng tới việc sợ hãi tương lai – tương lai của chính chúng ta và của những người khác. Việc cần làm là đứng trong một căn phòng với máy tính đang bật trong khi mọi thiết bị khác đều tắt... và âm thanh được tạo ra như vậy đấy." Yorke cũng tự nhận xét rằng nhan đề đó là "một câu vứt đi, ghê tởm", khiến anh cảm thấy giống với ca khúc quảng cáo của hãng Coca-Cola "I'd Like to Teach the World to Sing". Cây viết Leander Kahney của tạp chí Wired cho rằng nhan đề có lẽ là để ghi nhận ảnh hưởng của chiếc máy tính Macintosh "thiết bị hoạt động qua nhận biết giọng nói của chiếc máy tính Macintosh với mỗi câu lệnh "OK Computer" thay cho việc phải nhấn vào nút "OK" như truyền thống." Những nhan đề khác được ban nhạc tham khảo có Ones and Zeroes – lấy cảm hứng từ hệ nhị phân – và Your Home May Be at Risk If You Do Not Keep Up Payments.

## Bìa đĩa

Một trang trong booklet của OK Computer với các logo, hình vẽ nguệch ngoạc màu trắng và văn bản bằng tiếng Esperanto và tiếng Anh. Yorke cho biết hình ảnh hai người que bắt tay nhau tượng trưng cho sự bóc lột.

Phần bìa đĩa của album được thiết kế từ hình ảnh và chữ viết của Stanley Donwood và Yorke, được đặt tên "The White Chocolate Farm". Donwood bị Yorke thuyết phục thực hiện quay phim ban nhạc mỗi ngày suốt quá trình thu âm. Yorke giải thích "Nếu tôi cần phải thể hiện chút ý tưởng thị giác về âm nhạc, tôi chỉ làm thế khi thực sự tin tưởng. Cứ nhắc tới vấn đề này là tôi lại rối tung lên." Màu sắc chủ đạo là màu trắng và xanh dương. Theo Donwood, đó là kết quả của "việc cố tạo ra thứ màu sắc trắng ngà". Hình ảnh miếng dán nắm tay nhau chỉ được sử dụng 2 lần, 1 là trong phần booklet theo kèm và 2 là trong ấn bản CD. Yorke nói rằng bìa đĩa là hình ảnh ẩn dụ của việc khám phá "Có ai đó vừa phải bán một thứ mà họ không muốn thế, và ai đó phải tỏ ra tốt bụng chỉ để bán được thứ gì đó. Đó là những điều tôi muốn thể hiện." Giải thích về kiểu cách thiết kế nói chung, anh nói: "Nó khá là buồn, song cũng khá là vui. Tất cả những thiết kế và những thứ khác... Đó là những điều mà tôi chưa thể nói hết qua các ca khúc."
Những hình ảnh được đưa lên bìa đĩa bao gồm đường cao tốc, máy bay, gia đình cùng những đứa trẻ, xen lẫn với vài logo và biển chỉ đường. Ảnh chụp đường cao tốc trên bìa dường như được lấy từ Hartford, Connecticut, nơi Radiohead biểu diễn vào năm 1996. Cụm từ "Lost Child" được nhìn thấy khá rõ ở phần bìa, ngoài ra phần booklet còn có một vài câu sử dụng tiếng Esperanto và những chỉ dẫn sức khỏe bằng cả tiếng Anh và Hy Lạp. Việc sử dụng những từ ngữ rời rạc khiến tạp chí Uncut bình luận "Thứ hỗn độn đối lập đã tạo ra hiệu ứng gần giống với phong cách sống của những gã điên." Với màu trắng chủ đạo, ý tưởng của Donwood là trình bày việc sửa chữa qua việc gạch xóa chứ không phải sử dụng chức năng undo, đã được thể hiện khắp nơi trong thiết kế. Phần phụ chú bao gồm đầy đủ ca từ, trình bày với những cấu trúc đặc biệt, những cách viết không phổ thông và cùng vài ghi chú nhỏ. Những ca từ đó cũng được sắp xếp và bày biện theo vài hình ảnh khác nhau. Nhằm thể hiện thái độ không hợp tác, phần ghi chú cho nhà sản xuất về phần bản quyền được viết một cách khá mỉa mai "Ca từ được sản xuất lại cho dù chính chúng tôi đã viết nên chúng".

## Phát hành và quảng bá

### Kỳ vọng về thương mại
Selway thừa nhận rằng khi ban nhạc mang album tới hãng đĩa của họ tại Mỹ, Capitol Records, họ đã phản ứng đây ít nhiều là một "cuộc tự sát về thương mại". Họ không thực sự đầu tư cho nó. Vào lúc đó, chúng tôi có chút sợ hãi. Làm sao mà có thể chấp nhận nó?" Yorke cho biết "khi lần đầu trao nó cho Capitol, họ đã sửng sốt. Tôi thật sự không biết giờ nó lại quá quan trọng như hiện tại, nhưng tôi thì lại rất hào hứng với nhạc phẩm." Capitol đã giảm doanh số ước tính của album từ 2 triệu xuống còn nửa triệu bản. Theo O'Brien, hãng đĩa tại Anh của họ, Parlophone, vẫn giữ quan điểm lạc quan trong khi hầu hết các hãng đĩa khác trên toàn thế giới đều giảm doanh số bán ước tính của album. Đại diện của các hãng đĩa đều cảm thấy thất vọng với việc thiếu khả năng cạnh tranh của các đĩa đơn, đặc biệt là việc không có một chút nét tương đồng nào với bản hit nổi tiếng trước đó của ban nhạc, "Creep". Colin Greenwood đưa ra dự đoán lúc bấy giờ: "'OK Computer' không phải album sẽ đưa chúng tôi đi thống trị thế giới... Nó không phải kiểu giáng những âm thanh chói tai vào người nghe như 'The Bends'. Ngoài ra album có ít nhạc tố của Van Halen hơn."

### Tiếp thị
Chiến dịch quảng bá của Parlophone là có một không hai. Hãng đĩa quyết định dành một trang giấy kín những mặt báo lớn nhất và bến tàu ở Anh cho phần lời của ca khúc "Fitter Happier" với phông chữ màu đen lớn trên nền trắng. Phần lời và đồ họa sử dụng trong album được thiết kế cho áo thun. Yorke nói "Chúng tôi chọn quan điểm từ "Filter Happier" để tạo nên thứ mà các nhà phê bình gọi là "thứ concept nhất quán" giữa chủ đề của album và chiến dịch quảng bá.
Những sản phẩm phụ khác bao gồm ổ đĩa mềm với màn hình chờ hình ban nhạc và một đài thu FM mô phỏng hình dáng chiếc máy tính cá nhân. Tại Mỹ, Capitol gửi tặng 1.000 đĩa cassette tới những nhân vật có tiếng nói trong giới báo chí và ngành công nghiệp âm nhạc tại đây, theo kèm là một CD được dán bên trong. Khi được hỏi về chiến dịch quảng bá OK Computer, giám đốc Gary Gersh của Capitol trả lời "Công việc của chúng tôi là nhận lấy một ban nhạc lề-trái và biến họ trở nên trung lập hơn. Đó chính là mục đích chính của chúng tôi, và chúng tôi quyết không từ bỏ việc đó cho tới khi họ trở thành ban nhạc xuất sắc nhất thế giới."
Radiohead chọn "Paranoid Android" làm đĩa đơn đầu tiên cho album, cho dù nó có thời lượng dài bất thường và không có một đoạn điệp khúc rõ ràng. Colin Greenwood thừa nhận đây là "thứ thay đổi không dễ nghe trên radio, bước đột phá, điều bàn tán [mà các đài phát thanh] cần nhắm tới" ngoài ra cũng ghi nhận việc Capitol ủng hộ lựa chọn của ban nhạc. Ca khúc được lên sóng Radio 1 qua chương trình The Evening Session vào tháng 4 năm 1997, sau đó trở thành đĩa đơn vào tháng 5. Với việc thường xuyên lên sóng phát thanh cùng với việc video clip hay được trình chiếu trên kênh MTV, "Paranoid Android" có được vị trí số 3 tại Anh và trở thành ca khúc có thứ hạng cao nhất của Radiohead tại đây.

### Lưu diễn
Radiohead sau đó tiến hành tour diễn vòng quanh thế giới Against Demons để quảng bá cho OK Computer, bắt đầu bằng buổi diễn tại Barcelona ngày 22 tháng 5 năm 1997. Cùng lúc đó, ban nhạc đi tour tại Anh và Ireland, ngoài ra còn ở châu Âu, Bắc Mỹ, Nhật Bản và Úc, cuối cùng kết thúc ngày 29 tháng 8 năm 1999 tại New York. Nhóm còn lần đầu tiên trình diễn chính tại Nhạc hội Glastonbury, dù cho các vấn đề kĩ thuật đã khiến Yorke suýt nữa rời sân khấu, buổi diễn vẫn được nhiều người ngợi khen. Tour diễn trở thành gánh nặng cho ban nhạc, như Yorke nói "Tour diễn đã kéo dài quá lâu. Tôi là người đầu tiên cảm thấy mệt mỏi về nó, như những gì những thành viên khác thừa nhận 6 tháng sau đó. Rồi 6 tháng tiếp theo, không còn ai muốn nói về điều đó nữa."

### Thành công thương mại
OK Computer lần lượt được phát hành tại Nhật Bản (ngày 21 tháng 5), Liên hiệp Anh (16 tháng 6), Canada (17 tháng 6) và Mỹ (1 tháng 7). Ngoài ấn bản CD, album còn được bày bán theo các định dạng LP-kép đĩa than, cassette và MiniDisc. Album ra mắt ở vị trí quán quân tại Anh với doanh số 136.000 bản trong tuần bán đầu tiên. Tại Mỹ, nhạc phẩm ra mắt ở vị trí số 21 trên Billboard 200. OK Computer đã nắm giữ vị trí số một tại Anh trong 2 tuần và trụ trong top 10 thêm vài tuần nữa, sau cùng trở thành đĩa nhạc bán chạy nhất năm tại đây.
"Karma Police" được phát hành vào tháng 8 năm 1997, còn "No Surprises" được phát hành vào tháng 1 năm 1998. Cả hai đĩa đơn đều có mặt trong top 10 tại Anh, trong khi "Karma Police" có được vị trí số 14 tại Billboard Modern Rock Tracks. "Lucky" được phát hành tại Pháp, song không được xếp hạng. "Let Down", vốn dự định làm đĩa đơn đầu tiên của album, cũng có được vị trí 29 tại Billboard Modern Rock Tracks. Ban nhạc có ý định thực hiện video ca nhạc cho tất cả các ca khúc, song dự án bị hủy bỏ do những khó khăn về tài chính và quỹ thời gian eo hẹp. Tương tự, kế hoạch remix toàn bộ album với nhóm trip hop Massive Attack cũng nhanh chóng bị hủy bỏ. Bộ phim tài liệu quay lại quá trình đi tour OK Computer của ban nhạc – Meeting People Is Easy – đạo diễn bởi Grant Gee, được công chiếu vào tháng 11 năm 1998.
Tới tháng 2 năm 1998, OK Computer đã bán được ít nhất nửa triệu bản tại Anh và 2 triệu bản trên toàn thế giới. Đến tháng 9 năm 2001, Billboard đưa tin album đã tiêu thụ 4,5 triệu bản trên toàn thế giới. Nhật báo Los Angeles Times cho hay đến tháng 6 năm 2001 nhạc phẩm đã bán ra 1,4 triệu bản tại Mỹ và vào tháng 4 năm 2006, IFPI công bố album đã bán được 3 triệu bản khắp châu Âu. Album có được 3 lần chứng nhận Bạch kim ở Anh và cú đúp bạch kim tại Mỹ, cùng nhiều chứng nhận tại các thị trường khác. Đến tháng 5 năm 2016, số liệu của Nielsen SoundScan chỉ ra rằng OK Computer đã tiêu thụ 2,5 triệu đơn vị album nhạc số tại Mỹ, cộng thêm 900.000 đơn vị album tương đương đo được. 20 năm kể từ ngày phát hành đầu tiên, Official Charts Company ghi nhận tổng doanh số của nhạc phẩm là 1,5 triệu bản, tính cả các đơn vị album tương đương.

## Đánh giá chuyên môn
| Đánh giá chuyên môn  | Đánh giá chuyên môn |
| Nguồn đánh giá       | Nguồn đánh giá      |
| Nguồn                | Đánh giá            |
| -------------------- | ------------------- |
| Chicago Tribune      | [ 140 ]             |
| Entertainment Weekly | B+                  |
| The Guardian         | [ 77 ]              |
| Los Angeles Times    | [ 142 ]             |
| NME                  | 10/10               |
| Pitchfork            | 10/10               |
| Q                    | [ 89 ]              |
| Rolling Stone        | [ 144 ]             |
| Spin                 | 8/10                |
| The Village Voice    | B−                  |

OK Computer nhận được hầu hết những đánh giá tích cực. Những đánh giá ở Anh và Mỹ đều cho rằng đây là một sản phẩm biểu tượng của thời đại và vượt trên những ảnh hưởng và tác động thông thường và sự thỏa mãn từ ban nhạc khi dám thử nghiệm để thách thức thính giả. Theo Footman "Kể từ năm 1967 với Sgt. Pepper's Lonely Hearts Club Band, phải tới giờ mới có nhiều đánh giá cùng đồng ý ngay lập tức, không chỉ về những thành tựu của album, mà còn bởi tính lâu dài của nó và cả sự tài tình trong việc gói gọn những nét đặc biệt của lịch sử." Ở Anh, album nhận được nhiều lời khen từ NME, Melody Maker, The Guardian, và Q. Nick Kent viết trên tạp chí Mojo rằng "Nhiều thứ đã không còn bán được nữa, song trong 20 năm tới, tôi cược rằng OK Computer vẫn sẽ được coi là album chìa khóa của năm 1997 – sản phẩm đưa nhạc rock xa hơn những hình ảnh chắp vá nghệ thuật và những kiểu ca khúc khuôn mẫu từ thời đại trước." Cây bút John Harris của tạp chí Select bình luận: "Mỗi ca từ nghe chân thật đến quặn lòng, mỗi nốt nhạc [như] tuôn ra từ trái tim và tự nó còn bám rễ vững chắc trong một thế giới của thép, thủy tinh, bộ nhớ truy cập ngẫu nhiên và nỗi hoang tưởng làm ta sởn gai ốc."
Album cũng có được những phản hồi tích cực từ Bắc Mỹ. Rolling Stone, Spin, Los Angeles Times, Pittsburgh Post-Gazette, Pitchfork và Daily Herald đều dành cho album những đánh giá tích cực. Trong bài viết trên tạp chí The New Yorker, nhà báo Alex Ross ca ngợi OK Computer về tính cách tân của nó, đồng thời đối lập cách chấp nhận rủi ro của Radiohead với thứ "dadrock" luôn dè dặt của Oasis. Ross viết "Xuyên suốt album, sự đối lập giữa cảm xúc và phong cách đã lên tới tột đỉnh... Ban nhạc này đã đạt tới thứ cân bằng nhất trong lịch sử nhạc rock."
Những đánh giá từ Entertainment Weekly, Chicago Tribune và Time là lẫn lộn cho dù có nhiều lời ca ngợi. Robert Christgau từ The Village Voice dành cho OK Computer điểm số B– và gọi album là "Đồ bỏ đi của tháng" trong bài viết của riêng mình. Christgau cho rằng album thiếu "tính tâm hồn", "khô khan" và "lố bịch" khi so sánh với những sản phẩm của Pink Floyd. Trong một bài viết trên The Independent, Andy Gill cho rằng "Về tham vọng cũng như việc khám phá con đường mới, OK Computer, rốt cuộc, lại không hề ấn tượng như The Bends khi nó đã trình bày lại hầu hết những nút thắt cảm xúc tương tự, song với những hòa âm tốt hơn. Nó thật sự dễ gây ấn tượng, nhưng lại không dễ để yêu thích khi nó quá dễ dàng chìm vào chủ đề về nỗi chán chường."

### Giải thưởng
OK Computer đã đoạt giải Grammy cho Album nhạc alternative xuất sắc nhất song chỉ được đề cử Album của năm tại lễ trao giải năm 1998. Album còn được đề cử hạng mục "Album Anh xuất sắc nhất" tại lễ trao giải Brit 1998. Nhạc phẩm đã lọt vào danh sách rút gọn cho giải Mercury 1997. Ngày trước thềm công bố tác phẩm chiến thắng, các nhà cái đã chọn OK Computer là ứng viên nặng ký nhất trong số 10 suất đề cử, nhưng cuối cùng lại thất bại trước album New Forms của Roni Size/Reprazent.
Album sau đó được xuất hiện trong nhiều danh sách "Album của năm" bởi thính giả và giới chuyên môn. OK Computer đứng đầu tại các danh sách của Mojo, Vox, Entertainment Weekly, Hot Press, Muziekkrant OOR, HUMO, Eye Weekly và Inpress, ngoài ra còn chia sẻ vị trí quán quân với Homework của Daft Punk trên tạp chí The Face. Album cũng giành được vị trí á quân tại các danh sách của NME, Melody Maker, Rolling Stone, Village Voice, Spin và Uncut. Q và Les Inrockuptibles cũng đề tên album vào những bản danh sách không xếp hạng của họ.
Những đánh giá trên toàn thế giới cho album hầu hết là tích cực, tới mức các thành viên của ban nhạc đã cho rằng giới báo chí đang làm quá lên; Greenwood cho biết: "Ở Anh, tôi nghĩ hầu hết những đánh giá đều rất tốt, bởi vì album trước đó của chúng tôi [The Bends] bị đánh giá rất thấp và bị coi là khó chấp nhận." Điều làm ban nhạc đặc biệt khó chịu là việc nhiều bài viết suy dẫn album với thể loại progressive rock và art rock, thậm chí với siêu phẩm The Dark Side of the Moon năm 1973 của ban nhạc Pink Floyd. Yorke phản ứng "Tôi viết ra những ca khúc nhạc pop đó... không có một ý tưởng là mang tới "nghệ thuật" cả. Đó chỉ là suy nghĩ của chúng tôi về những điều khác nhau trong quá trình thu âm." Yorke thậm chí còn thấy bất ngờ khi người nghe tìm thấy những ảnh hưởng tới album, anh nói "Thứ thực sự khiến tôi choáng váng là việc người ta có thể hiểu tất cả mọi thứ, mọi chất liệu, âm thanh và thứ không khí mà chúng tôi muốn tạo nên."

## Di sản

### Tái nhìn nhận
| Đánh giá chuyên môn                                  | Đánh giá chuyên môn                                  |
| Những đánh giá tái nhìn nhận (xuất bản sau năm 1997) | Những đánh giá tái nhìn nhận (xuất bản sau năm 1997) |
| Nguồn đánh giá                                       | Nguồn đánh giá                                       |
| Nguồn                                                | Đánh giá                                             |
| ---------------------------------------------------- | ---------------------------------------------------- |
| AllMusic                                             | [ 163 ]                                              |
| The A.V. Club                                        | A                                                    |
| Blender                                              | [ 165 ]                                              |
| Encyclopedia of Popular Music                        | [ 166 ]                                              |
| Q                                                    | [ 167 ]                                              |
| The Rolling Stone Album Guide                        | [ 168 ]                                              |
| Slant Magazine                                       | [ 169 ]                                              |

OK Computer được xướng tên trong rất nhiều danh sách album vĩ đại nhất. Rất nhiều nguồn đánh giá uy tín như NME, Melody Maker, Alternative Press, Spin, Pitchfork, Time, Metro Weekly và Slant đều xếp album vào danh sách album xuất sắc nhất thập niên 1990 hoặc của mọi thời đại. Nhạc phẩm có được vị trí 163 trong danh sách "500 album vĩ đại nhất" của tạp chí Rolling Stone vào các năm 2003 và 2012. Những bài đánh giá tương tự từ BBC Music, The A.V. Club và Slant đều dành cho album những nhận xét tích cực, trong khi Rolling Stone tặng album 5 sao tuyệt đối trong Rolling Stone Album Guide với bài viết bởi Rob Sheffield: "Radiohead đã đạt tới đỉnh cao bị lãng quên bởi những Nirvana, Pearl Jam, U2, R.E.M. và nhiều người khác; tất cả người hâm mộ trên toàn thế giới đều ngưỡng mộ việc họ đã cố gắng hết sức khi mà gần như không ai còn thực sự để ý nữa." Khi đánh giá lại album, Christgau đã nhận định: "Hầu hết mọi người sẽ đánh giá cao OK Computer trong diện mạo của nhạc pomo." Năm 2014, Ủy ban bảo tồn thu âm quốc gia Hoa Kỳ đã lựa chọn album để tôn vinh tại Viện lưu trữ thu âm quốc gia của Thư viện Quốc hội Hoa Kỳ, dành cho bản thu âm "quan trọng về mặt văn hóa, lịch sử và thẩm mỹ" trong cuộc sống của người Mỹ. Trên tờ The New Yorker, Kevin Dettmar đã nhận xét rằng đây chính là tác phẩm đã tạo nên thế giới hiện đại của dòng nhạc alternative rock.
Nhiều nguồn đánh giá cho rằng album chưa thực sự xứng đáng với những lời ca ngợi, hoặc nhận xét rằng sự nghiệp của Radiohead đã ảnh hưởng tiêu cực tới thành công chung của album. Qua một bài điều tra từ đài BBC Radio 6 Music, OK Computer đứng vị trí số 6 trong số những album "được ca tụng thái quá nhất thế giới". Nhà báo David H. Green của The Daily Telegraph gọi đây là một kiểu "ca thán tự sướng", song vẫn giữ quan điểm rằng album là "minh chứng của thế kỷ 20 rằng rock vẫn sẽ là pháo đài kiên cố của những bình luận về âm nhạc đại chúng", chứ không phải dance và âm nhạc điện tử. Album cũng được xếp loại "Sacred Cows" của tạp chí NME cho "những album gây tranh cãi" mà cây viết Henry Yates bình luận "Không có một sự thách thức, tính hài hước chết chóc hay tia sáng lé loi nào đằng sau tấm bình phong, đơn giản đó là sự mềm mại và nỗi chán nản được trút bỏ" và đánh giá OK Computer như là "thời khắc mà Radiohead đã trở nên tuyệt hảo [so với The Bends] và bắt đầu trở nên "quan trọng"." Tờ Spin thậm chí còn gọi ban nhạc là "huyền thoại" khi viết "Radiohead Can Do No Wrong" trong khi Chris Norris lập luận rằng OK Computer sẽ tạo tiền đề cho hàng loạt những kỳ vọng vào mỗi thành công sau này của Radiohead. Christgau thì cho rằng "lý do độc giả tạp chí Q của Anh vô tình bầu chọn OK Computer là album vĩ đại nhất thế kỉ 20 là bởi nó đã kết hợp thứ được gọi là electronica vào trong nhạc rock". Ông còn thấy bản nhạc mang chất xám nhạy cảm của Radiohead và "tràn đầy những niềm vui thích và ngạc nhiên riêng biệt".

### Bình luận và diễn giải

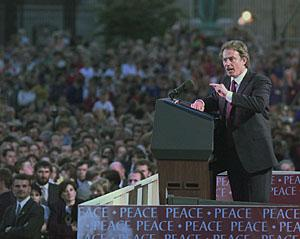
OK Computer thể hiện rõ thái độ chỉ trích và hoài nghi tới chính phủ mới của Thủ tướng Tony Blair

OK Computer được ra mắt ngay trước kỳ bỏ phiếu quốc hội tại Anh năm 1997 và 1 tháng trước chiến thắng của Đảng Lao động của ứng cử viên Tony Blair. Album vì thế được coi là cách bày tỏ thái độ bất đồng và hoài nghi tới chính phủ mới cũng như tới quan điểm lạc quan tại Anh lúc đó. Dorian Lynske viết "Ngày 1 tháng 5 năm 1997, những người ủng hộ Đảng Lao động cùng nhau cạn chén chúc mừng trong giai điệu của ca khúc "Things Can Only Get Better". Chỉ vài tuần sau, OK Computer xuất hiện như bóng ma của Banquo để cảnh báo "No, things can only get worse"." Theo Amy Britton, album "cho thấy mọi người chưa sẵn sàng để ủng hộ đảng cầm quyền, cho dù phải thừa nhận thứ cảm xúc mới mẻ trải rộng khắp nước Anh – những nỗi lo tiền thiên niên kỷ mới... những tổ chức lớn mà cộng đồng không thể chống lại – đó chính là thế giới mà OK Computer ghi lại chứ không phải làn sóng lạc quan của người dân Anh."
Trong một bài phỏng vấn, Yorke lo ngại rằng quan điểm mới của Blair sẽ hoàn toàn đối lập với con đường của Đảng Bảo thủ từng dẫn dắt nước Anh suốt 2 thập niên trước. Anh cho rằng cái chết của Diana còn có nhiều ý nghĩa hơn, vào đúng lúc mà công chúng Anh nhận ra rằng "hoàng gia đã chi phối chúng ta bằng những viên đạn suốt hàng trăm năm qua, và giờ là truyền thông và cả chính quyền này". Việc ban nhạc cũng không mặn mà lắm cho việc quảng bá thương mại OK Computer nhấn mạnh thêm quan điểm chính trị chống lại chủ nghĩa tư bản, sau này được bộc lộ rất rõ rệt trong các sản phẩm kế tiếp.
Giới phân tích cho rằng quan điểm của Radiohead là hoàn toàn trái ngược với những ban nhạc rock trước đây. Nhà báo David Stubbs cho rằng, nếu như punk rock là phản ứng chống lại việc lãng phí thời gian cũng như sự nghèo khó thì OK Computer lại chống lại "sự tiện nghi vật chất" của thời kỳ quá tải và dư thừa. Cây viết Alex Ross nói album "là hình ảnh công kích dữ dội Thời đại Công nghệ và sự lệ thuộc vào nó của tầng lớp trẻ tuổi", đồng thời đưa ban nhạc "thành thần tượng cho những người nhận thức được sự cách ly với xã hội — như Talking Heads hay R.E.M. đã từng trở thành trước đây". Jon Pareles từ tờ The New York Times tìm thấy nhiều điểm tương đồng giữa album này với những sản phẩm của Pink Floyd hay Madness thông qua những mối quan tâm của Radiohead "về văn hóa vô cảm và việc tạo nên những người lao động dễ bảo cũng như cổ vũ việc tự thân vận động và chống lại sự trầm cảm."
Một số khác cho rằng âm thanh của album sẽ đại diện cho thiên niên kỷ mới, hoặc mang dự báo, cả lĩnh vực văn hóa lẫn chính trị. Theo cây bút Steven Hyder từ The A.V. Club trong bài viết "Whatever Happened to Alternative Nation", "Radiohead đã đi đầu ngọn sóng, tập trung vào sự cao ngạo, sự chi phối tới mất trí của truyền thông cũng như sự tồn tại hiển nhiên của cái chết bất thình lình như những đặc trưng của thế kỷ 21." Trong cuốn 1000 Recordings to Hear Before You Die, Tom Moon viết về OK Computer  là "một vùng đất tiên tri đau khổ với những mặt tối của công nghệ,... đồng hành với những nỗi ám ảnh kinh hãi và cả hình ảnh tiên đoán trước về một Big Brother liên quan tới những mối lo lắng thường trực về mức cảnh báo màu cam sau Sự kiện 11 tháng 9." Chris Martin của ban nhạc Coldplay nhấn mạnh rằng "Thật lý thú nếu ta tưởng tượng thế giới sẽ ra sao nếu Dick Cheney ngồi nghe OK Computer của Radiohead. Tôi nghĩ thế giới sẽ trở nên tốt đẹp hơn. Album đó thực sự tuyệt vời. Nó đã thay đổi cuộc đời tôi, vậy thì sao nó không thể thay đổi cuộc đời ông ấy?"
Album còn truyền cảm hứng cho vở kịch radio có cùng tên là OK Computer, lần đầu lên sóng trên kênh BBC Radio 4 vào năm 2007. Vở kịch do Joel Horwood, Chris Perkins, Al Smith và Chris Thorpe chắp bút sáng tác. Vở kịch diễn giải 12 bài trong album thành câu chuyện về một người đàn ông tỉnh dậy trong một bệnh viên tại Berlin trong tình trạng mất trí nhớ, rồi trở về nước Anh với hoài nghi rằng anh đã trở lại với cuộc sống của mình trước đây.

### Ảnh hưởng âm nhạc
– Josh Davis (DJ Shadow)
– James Lavelle
OK Computer ra đời cùng lúc với sự thoái trào của Britpop. Qua những ảnh hưởng của OK Computer, cách chơi guitar chủ đạo tại Anh đã trở thành "hoang tưởng kiểu Radiohead song lại thành thật, nhầy nhụa song đầy say mê". Rất nhiều nghệ sĩ trẻ ở Anh cũng bắt đầu đi theo xu thế và quan điểm tương tự. Một trong những ví dụ điển hình nhất chính là phong cách Post-Britpop mà ban nhạc Travis đã hợp tác cùng nhà sản xuất Godrich để tạo nên album The Man Who, trở thành album bán chạy thứ 4 trong năm 1999 tại đây. Nhiều tờ báo ở Anh cho rằng Travis đã bắt chước âm thanh từ Radiohead. Steven Hyden của A.V. Club viết vào năm 1998 về The Man Who rằng "những gì mà Radiohead đã tạo nên cùng OK Computer đã lớn hơn cả bản thân ban nhạc" và nhận định album đã ảnh hưởng "tới làn sóng những nghệ sĩ rock ballad ở Anh cực thịnh trong thập niên 2000".
Nhiều đánh giá cho rằng sự nổi tiếng của OK Computer tạo tiền đề cho thế hệ alternative rock mới của Anh phát triển, ngoài ra còn giúp cho vô số nghệ sĩ tìm ra được phong cách nghệ thuật mới mà album đem tới. Bloc Party và TV on the Radio đều khẳng định quan điểm âm nhạc của họ bị ảnh hưởng lớn từ OK Computer, mà theo đó album đầu tay của TV on the Radio được mang tên OK Calculator như một lời tri ân đặc biệt. Radiohead cũng nói rằng việc khắp nơi có "âm thanh giống chúng tôi" là một trong những lý do chính khiến họ thay đổi hoàn toàn phong cách trong album bước ngoặt của họ, Kid A.
Cho dù ảnh hưởng đặc biệt của OK Computer được thừa nhận rộng khắp, nhiều đánh giá tin rằng sự bi quan mang tính trải nghiệm của nó thì không bao hàm rộng tới vậy. Footman nói những nhóm nhạc "theo hiệu ứng Radiohead" thực sự "khao khát tính sáng tạo trong âm thanh [của OK Computer], chứ không chú trọng tới phần nội dung ca từ". David Cavanagh nhận xét rằng những ảnh hưởng chính yếu của OK Computer đã được bắt nguồn từ những giai điệu ballad trong  The Bends. Ông viết "những sản phẩm hậu-OK Computer nổi tiếng sau này – như Urban Hymns của The Verve, Good Feeling của Travis, Word Gets Around của Stereophonics, Life thru a Lens của Robbie Williams – thực tế đều đã đóng cánh cửa sáng tạo đầy tính nghiên cứu mà OK Computer vừa mới mở ra." John Harris cho rằng album là một trong "những điểm nhấn thoáng qua rằng nhạc rock Anh sẽ trở lại với con đường sáng tạo truyền thống" sau sự thoái trào của Britpop. Ngoài việc nói rằng nhạc rock Anh sẽ phát triển "cùng nhau theo khuynh hướng thận trọng hơn", ông cũng cho rằng OK Computer sẽ chính là hạt nhân chủ đạo, và Radiohead sẽ trở thành "tiếng kêu lanh lảnh" góp phần lấp đầy những chỗ trống mà Britpop để lại.
OK Computer cũng góp phần làm hồi sinh hình ảnh của progressive rock cũng như cách xây dựng album chủ đề, ngoài ra cũng được nhiều ban nhạc hậu bối khen ngợi giúp khả năng của họ phát triển. Brandon Curtis từ nhóm The Secret Machines nói: "Những ca khúc như "Paranoid Android" đã trực tiếp thay đổi cách viết nhạc theo hướng thể nghiệm hơn. OK Computer trở nên đặc biệt quan trọng khi nó đem tới cách sáng tác và cấu trúc ca khúc hoàn toàn khác biệt."' Steven Wilson của ban nhạc Porcupine Tree cho rằng "Tôi không còn nghĩ rằng tham vọng là một từ ngữ cần phải né tránh nữa. Radiohead như là "Con ngựa thành Troia" theo nghĩa tôn trọng nhất tôi dành cho họ. Một ban nhạc đi lên từ phong trào indie rock truyền thống song lại phát triển ngoài tầm phủ sóng của cánh nhà báo, rồi tiến tới thực hiện – và trên hết – những sản phẩm tham vọng và thành công." Tuy nhiên Radiohead lại phủ nhận tất cả những lời so sánh liên quan tới phong cách họ cũng như những nhận xét về sự thành công của album chủ đề. Johnny Greenwood phản ứng lại tất cả những đánh giá trên khi nói "Tôi nghĩ một cái tiêu đề và việc thực hiện bằng máy tính qua giọng nói không thể tạo nên một album chủ đề. Tôi nghĩ đó là một quan điểm sai lầm." Năm 2005, tạp chí Q tôn vinh OK Computer là album nhạc progressive rock hay thứ 10.

## Tái bản
Radiohead chia tay EMI – công ty mẹ của Parlophone – vào năm 2007 sau những thất bại trong việc gia hạn hợp đồng. EMI vẫn được quyền sở hữu những lưu trữ của Radiohead thu âm khi họ còn hợp đồng. Sau thời kỳ sản xuất hàng loạt đĩa than, EMI tái bản LP-kép của OK Computer vào ngày 19 tháng 8 năm 2008 đi cùng với những album khác Kid A, Amnesiac và Hail to the Thief trong serie "From the Capitol Vaults". OK Computer trở thành đĩa than bán chạy thứ 10 của năm với khoảng 10.000 ấn phẩm bán được. Sản phẩm tái bản nhận được sự ủng hộ của giới báo chí qua việc gây chú ý hơn tới thị trường đĩa than cũng như tới quan điểm của công chúng trong việc tiếp cận những sản phẩm thu âm qua định dạng trên.

### Tái bản "Collector's Edition"
EMI đã cho tái bản OK Computer một lần nữa ngày 24 tháng 3 năm 2009 cùng với 2 album Pablo Honey và The Bends mà không có sự đồng ý của Radiohead. Sản phẩm này được bày bán dưới 2 định dạng: bản 2 CD "Collector's Edition" và bản 2 CD 1 DVD "Special Collector's Edition". CD thứ nhất là album phòng thu gốc, còn CD thứ 2 là những đĩa đơn mặt B của OK Computer cùng nhiều bản thu trực tiếp, còn DVD bao gồm tuyển tập những video ca nhạc cũng như những buổi trình diễn sân khấu. Không có một phần nào trong lần tái bản này là chưa từng được phát hành trước đó.
| Đánh giá chuyên môn   | Đánh giá chuyên môn   |
| "Collector's Edition" | "Collector's Edition" |
| Nguồn đánh giá        | Nguồn đánh giá        |
| Nguồn                 | Đánh giá              |
| --------------------- | --------------------- |
| AllMusic              | [ 218 ]               |
| The A.V. Club         | A                     |
| Paste                 | 100/100               |
| Pitchfork             | 10/10                 |
| Rolling Stone         | [ 222 ]               |
| Q                     | [ 223 ]               |
| Uncut                 | [ 224 ]               |

Phản ứng báo chí trong buổi giới thiệu sản phẩm đều nhấn mạnh việc EMI tận dụng những lưu trữ cũ của Radiohead. Larry Fitzmaurice của tạp chí Spin quy kết EMI đã lên kế hoạch "tái bản rồi tái-tái bản các sản phẩm [của Radiohead] cho tới khi tiền không thể chảy vào túi được nữa", trong khi Ryan Dombal từ Pitchfork cho rằng nó "thực sự khó chấp nhận nếu biết rằng bản tái bản này không là gì khác ngoài một công cụ kiếm tiền cho EMI/Capitol – một công ty hàng đầu vốn được biết đến qua việc hỗ trợ những ban nhạc tiên phong". Nhà báo Daniel Kreps từ Rolling Stone lại bảo vệ EMI khi cho rằng "Dù ta có thể dễ dàng lên án việc Capitol tiếp tục vắt kiệt những lưu trữ quý giá, thực tế đó là một việc hoàn toàn có thể hiểu được."
Bản tái bản có được những phản hồi tích cực, cho dù nhiều đánh giá lại khá lẫn lộn về một số chất liệu bổ sung. Những bài viết trên AllMusic, Uncut, Q, Rolling Stone, Paste và PopMatters đánh giá cao những chất liệu bổ sung trên song lại khá dè dặt. Scott Plagenhoef từ Pitchfork dành tặng ấn bản tái bản điểm số tuyệt đối, cho rằng nó đáng đồng tiền của những người hâm mộ vốn chưa có những sản phẩm quý hiếm trước đó. Ông viết: "Ban nhạc không phải làm bất cứ điều gì ngoài việc đưa ra tiếng nói quyết định về việc phát hành sản phẩm, nếu không phải vì bất kể lý do nào khác ngoài kế hoạch tái bản tháng 9 của The Beatles vốn – còn tranh cãi – trở thành dấu chấm hết cho thời đại đĩa CD." Josh Modell từ The A.V. Club ủng hộ cả phần bonus disc lẫn DVD và cho rằng "Còn điều gì mà chúng ta cần phải nói về OK Computer của năm 1997 mà ta chưa từng nói trước kia? Đây thực sự là sự dồn nén có vẻ đây mâu thuẫn trong nét tổng hợp về Radiohead."

### OKNOTOK 1997 2017
Tháng 4 năm 2016, XL Recordings đã giành lại được danh mục bài hát của Radiohead từ tay EMI. Những album tái bản "collector's editions" của Radiohead do không có sự chấp thuận từ phía ban nhạc đã bị xóa khỏi dịch vụ phát trực tuyến. Tháng 5 năm 2016, XL cho tái bản các ca khúc của Radiohead trên đĩa vinyl, trong đó có OK Computer.
Ngày 2 tháng 5 năm 2017, XL và Radiohead công bố cho ra mắt sản phẩm tái bản kỷ niệm 20 năm OK Computer, mang tên OK Computer OKNOTOK 1997 2017. Album tái bản gồm có một phiên bản cải tiến chất lượng của album, cộng thêm 8 đĩa mặt B và ba bài hát chưa phát hành trước đó: "I Promise", "Man of War" và "Lift". Ấn bản đặc biệt còn tặng kèm các bộ bìa sách và một bộ đĩa demo audio cassette cùng những bản ghi nháp, trong đó có các ca khúc chưa từng phát hành trước đây. OKNOTOK ra mắt ở vị trí số 2 trên UK Album Chart, được hỗ trợ bởi buổi diễn chính thứ ba của Radiohead tại Nhạc hội Glastonbury 2017. Đây là sản phẩm bán chạy nhất tại các cửa hiệu bán đĩa độc lập của Anh trong một năm.

### MiniDiscs [Hacked]
Đầu tháng 6 năm 2019, gần 18 giờ đồng hồ các bản đĩa demo, những cảnh ghi hình và các chất liệu khác trong quá trình sản xuất OK Computer bị rò rỉ trên internet. Ngày 11 tháng 6, Radiohead lập một trang lưu trữ tên là MiniDiscs [Hacked] nhằm bày bán nhạc streaming hoặc hoặc mua nhạc từ trang web chia sẻ nhạc Bandcamp trong 18 ngày, với số tiền thu được sẽ được chuyển đến nhóm bảo vệ môi trường Extinction Rebellion. Một số nội dung đã được phát hành trong ấn bản đặc biệt của OKNOTOK.

## Danh sách ca khúc
Tất cả các ca khúc được viết bởi Thom Yorke, Jonny Greenwood, Ed O'Brien, Colin Greenwood và Phil Selway.
| STT | Nhan đề                       | Thời lượng |
| --- | ----------------------------- | ---------- |
| 1.  | "Airbag"                      | 4:44       |
| 2.  | "Paranoid Android"            | 6:23       |
| 3.  | "Subterranean Homesick Alien" | 4:27       |
| 4.  | "Exit Music (For a Film)"     | 4:24       |
| 5.  | "Let Down"                    | 4:59       |
| 6.  | "Karma Police"                | 4:21       |
| 7.  | "Fitter Happier"              | 1:57       |
| 8.  | "Electioneering"              | 3:50       |
| 9.  | "Climbing Up the Walls"       | 4:45       |
| 10. | "No Surprises"                | 3:48       |
| 11. | "Lucky"                       | 4:19       |
| 12. | "The Tourist"                 | 5:24       |

| "Special Collectors Edition" CD 2 | "Special Collectors Edition" CD 2                            | "Special Collectors Edition" CD 2 |
| STT                               | Nhan đề                                                      | Thời lượng                        |
| --------------------------------- | ------------------------------------------------------------ | --------------------------------- |
| 1.                                | "Polyethylene (Parts 1 & 2)"                                 | 4:23                              |
| 2.                                | "Pearly"                                                     | 3:37                              |
| 3.                                | "A Reminder"                                                 | 3:53                              |
| 4.                                | "Melatonin"                                                  | 2:09                              |
| 5.                                | "Meeting in the Aisle"                                       | 3:09                              |
| 6.                                | "Lull"                                                       | 2:29                              |
| 7.                                | "Climbing Up the Walls" (Zero 7 Remix)                       | 5:19                              |
| 8.                                | "Climbing Up the Walls" (Fila Brazillia Remix)               | 6:25                              |
| 9.                                | "Palo Alto"                                                  | 3:44                              |
| 10.                               | "How I Made My Millions"                                     | 3:09                              |
| 11.                               | "Airbag" (Live in Berlin)                                    | 4:49                              |
| 12.                               | "Lucky" (Live in Florence)                                   | 4:36                              |
| 13.                               | "Climbing Up the Walls" (Thu âm tại BBC Radio 1, 28/15/97)   | 4:20                              |
| 14.                               | "Exit Music (For a Film)" (Thu âm tại BBC Radio 1, 28/15/97) | 4:35                              |
| 15.                               | "No Surprises" (Thu âm tại BBC Radio 1, 28/15/97)            | 3:58                              |

| "Special Collectors Edition" DVD | "Special Collectors Edition" DVD                                        | "Special Collectors Edition" DVD |
| STT                              | Nhan đề                                                                 | Thời lượng                       |
| -------------------------------- | ----------------------------------------------------------------------- | -------------------------------- |
| 1.                               | "Paranoid Android"                                                      |                                  |
| 2.                               | "Karma Police"                                                          |                                  |
| 3.                               | "No Surprises"                                                          |                                  |
| 4.                               | "Paranoid Android" (chương trình Later... with Jools Holland, 31/05/97) |                                  |
| 5.                               | "No Surprises" (chương trình Later... with Jools Holland, 31/05/97)     |                                  |
| 6.                               | "Airbag" (chương trình Later... with Jools Holland, 31/05/97)           |                                  |

## Đội ngũ sản xuất
| Radiohead - Thom Yorke – hát chính, guitar, piano, chỉnh âm máy tính, thiết kế. - Jonny Greenwood – guitar, keyboard, piano, mellotron, organ, chuông, hòa âm dàn dây. - Colin Greenwood – bass, chỉnh âm bass, định âm. - Ed O'Brien – guitar, FX, định âm, hát nền. - Phil Selway – trống, định âm. | Các nghệ sĩ khác - Nigel Godrich – sản xuất, kỹ thuật viên âm thanh. - Jim Warren – sản xuất, kỹ thuật viên âm thanh. - Chris Blair – chỉnh âm ấn bản tái bản. - Stanley Donwood – thiết kế. - Nick Ingman – chỉ huy dàn nhạc. |

## Xếp hạng và chứng nhận
| Bảng xếp hạng (1997)            | Vị trí cao nhất |
| ------------------------------- | --------------- |
| Australian Albums Chart         | 7               |
| Austrian Albums Chart           | 17              |
| Belgian Albums Chart (Flanders) | 1               |
| Belgian Albums Chart (Wallonia) | 3               |
| Canadian RPM Albums Chart       | 2               |
| Dutch Albums Chart              | 2               |
| French Albums Chart             | 3               |
| German Albums Chart             | 27              |
| Irish Albums Chart              | 2               |
| New Zealand Albums Chart        | 1               |
| Spanish Albums Chart            | 42              |
| Swedish Albums Chart            | 3               |
| Swiss Albums Chart              | 40              |
| UK Albums Chart                 | 1               |
| US Billboard 200                | 21              |

| 1997                     | "Paranoid Android" | 3 | —  | —  | 29 | 53 | 61 |
| 1997                     | "Karma Police"     | 8 | 14 | 32 | —  | —  | 50 |
| 1998                     | "No Surprises"     | 4 | —  | 23 | 47 | —  | 58 |
| "—" không được xếp hạng. |                    |   |    |    |    |    |    |

| Quốc gia                                                                           | Chứng nhận  | Số đơn vị/doanh số chứng nhận |
| ---------------------------------------------------------------------------------- | ----------- | ----------------------------- |
| Argentina (CAPIF)                                                                  | Bạch kim    | 60.000^                       |
| Úc (ARIA)                                                                          | Bạch kim    | 70.000^                       |
| Bỉ (BEA)                                                                           | Bạch kim    | 50.000*                       |
| Canada (Music Canada)                                                              | 3× Bạch kim | 300.000^                      |
| Pháp (SNEP)                                                                        | 2× Vàng     | 268,900                       |
| Ý (FIMI)                                                                           | Vàng        | 30.000*                       |
| Nhật Bản (RIAJ)                                                                    | Vàng        | 100.000^                      |
| Hà Lan (NVPI)                                                                      | Bạch kim    | 100.000^                      |
| New Zealand (RMNZ)                                                                 | Bạch kim    | 15.000^                       |
| Na Uy (IFPI)                                                                       | Vàng        | 25.000*                       |
| Thụy Điển (GLF)                                                                    | Vàng        | 40.000^                       |
| Tây Ban Nha (PROMUSICAE)                                                           | Vàng        | 50.000^                       |
| Thụy Sĩ (IFPI)                                                                     | Vàng        | 25.000^                       |
| Anh Quốc (BPI)                                                                     | 5× Bạch kim | 1.579.415                     |
| Hoa Kỳ (RIAA)                                                                      | 2× Bạch kim | 2.000.000^                    |
| Tổng hợp                                                                           |             |                               |
| Châu Âu (IFPI)                                                                     | 3× Bạch kim | 3.000.000*                    |
| * Chứng nhận dựa theo doanh số tiêu thụ. ^ Chứng nhận dựa theo doanh số nhập hàng. |             |                               |